# Musikjahr 1786
Liste der Musikjahre

◄◄ | ◄ | 1782 | 1783 | 1784 | 1785 | Musikjahr 1786 | 1787 | 1788 | 1789 | 1790 | ► | ►►

Weitere Ereignisse
Dieser Artikel behandelt das Musikjahr 1786.

## Ereignisse
- 24. März: Wolfgang Amadeus Mozart vollendet sein 24. Klavierkonzert in c-moll (KV 491).

## Instrumentalmusik (Auswahl)
- Wolfgang Amadeus Mozart: 38. Sinfonie (Prager Sinfonie); 23. Klavierkonzert A-Dur KV 488; 25. Klavierkonzert C-Dur, KV 503; Hornkonzert Es-Dur (KV 495); Streichquartett D-Dur („Hoffmeister-Quartett“) KV 499; Klaviertrio in G-Dur KV 496; Klaviertrio in B-Dur KV 502; Fragment einer Klaviersonate B-Dur KV 498a; Sonate F-dur KV 497 für Klavier zu 4 Händen; Allegro G-dur (Fragment) KV 357 für Klavier zu 4 Händen; Fünf Variationen über ein Andante KV 501 für Klavier zu 4 Händen; Rondo D-Dur KV 485
- Joseph Haydn: 86. Sinfonie D-Dur; 5 Konzerte für 2 Lyren solo, 2 Violinen, Viola, Bass und 2 Hörner
- Johann Ladislaus Dussek: Sonaten für Klavier und Violine (um 1786)

## Musiktheater
- 04. Januar: Uraufführung der Oper Il burbero di buon cuore von Vicente Martín y Soler im Burgtheater in Wien. Das Libretto stammt von Lorenzo Da Ponte.
- 19. Januar: An der Königlichen Oper in Stockholm erfolgt die Uraufführung der tragischen Oper Gustav Wasa von Johann Gottlieb Naumann.
- 20. Januar: Uraufführung der Oper Olimpiade von Giovanni Paisiello in Neapel, Teatro San Carlo. Das Libretii stammt von Pietro Metastasio.
- 31. Januar: Uraufführung der Oper Orpheus og Euridice von Johann Gottlieb Naumann in Kopenhagen
- 02. Februar: Uraufführung der Operette Die treuen Köhler von Justin Heinrich Knecht in Biberach an der Riß
- 07. Februar: Die komische Oper Prima la musica e poi le parole von Antonio Salieri wird in der Orangerie von Schloss Schönbrunn in Wien uraufgeführt. Bei gleicher Gelegenheit wird auch das Singspiel Der Schauspieldirektor von Wolfgang Amadeus Mozart nach dem Libretto von Johann Gottlieb Stephanie zur Uraufführung gebracht, das ein ähnliches Thema behandelt. Salieris Werk erhält vom Publikum den Vorzug.
- 15. März: Uraufführung der Oper Amphitryon von André-Ernest-Modeste Grétry in Versailles
- 18. März: Uraufführung der Oper The Fair Peruvian op. 45 von James Hook
- 30. März: Uraufführung der Oper Il Giulio Sabino von Luigi Cherubini am King’s Theatre in London
- 13. April: Uraufführung der Oper Antigono von Niccolò Antonio Zingarelli in Mantua. Das Libretto stammt von Pietro Metastasio und wurde mehrfach von verschiedenen Komponisten vertont.
- 01. Mai: Die Oper Le nozze di Figaro, KV 492, von Wolfgang Amadeus Mozart wird am Burgtheater in Wien uraufgeführt. Das italienische Libretto stammt von Lorenzo da Ponte und basiert auf der Komödie  La Folle Journée, ou Le mariage de Figaro von Pierre Augustin Caron de Beaumarchais aus dem Jahr 1778. Die Oper wird vom Wiener Publikum sehr gemischt aufgenommen.
- 15. Mai: Uraufführung der Oper Nina ou La Folle par amour von Nicolas Dalayrac in Paris, (Comédie Italienne)
- 11. Juli: Das Singspiel Doktor und Apotheker von Carl Ditters von Dittersdorf auf ein Libretto von Johann Gottlieb Stephanie d. J. hat seine Uraufführung am K. u. K. Nationaltheater in Wien. Es beschert dem Komponisten seinen größten Erfolg und gilt als sein Meisterwerk.
- 14. Juli: Uraufführung der Oper Rosine ou L'Epouse abandonnée von François-Joseph Gossec in Paris
- 29. Juli: Uraufführung der Oper Le mariage d’Antonio von André-Ernest-Modeste Grétry in Paris Comédie-Italienne
- 17. Oktober: Uraufführung der Oper Azémia ou Le nouveau Robinson von Nicolas Dalayrac in Fontainebleau
- 24. Oktober: Uraufführung der Oper L’amitié à l’épreuve (Zweite Fassung) von André-Ernest-Modeste Grétry in Fontainebleau
- 26. Oktober: Die Uraufführung der Oper Phèdre von Jean-Baptiste Lemoyne (Musik) auf ein Libretto von François-Benoît Hoffman nach der gleichnamigen Trägödie von Jean Racine erfolgt im Schloss Fontainebleau.
- 07. November: Uraufführung der Oper Les méprises par resemblance von André-Ernest-Modeste Grétry in Fontainebleau
- 13. November: Uraufführung der Oper Le comte d’Albert von André-Ernest-Modeste Grétry in Fontainebleau,
- 17. November: Uraufführung der Oper Una cosa rara von Vicente Martín y Soler im Burgtheater in Wien. Das Libretto stammt von Lorenzo Da Ponte.
- 02. Dezember: Die Uraufführung der Tragédie lyrique Les Horaces von Antonio Salieri auf einen Text von Nicolas-Francois Guillard nach einer Vorlage von Pierre Corneille findet am Hoftheater von Versailles statt. Die öffentliche Uraufführung erfolgte am 7. Dezember in der Pariser Oper. Die Premiere gerät zum Fiasko, die Aufführung schließt „nicht nur ohne Beifall, sondern mit unzweideutigen Zeichen des Missfallens.“

Weitere Werke
- Giovanni Paisiello: Le gare generose (Oper)
- Domenico Cimarosa: 5 Opern: (1) Il credulo; (2) Le trame deluse; (3) L’impresario in angustie; (4) La baronessa stramba; (5) Gli amanti alla prova
- Carl Ditters von Dittersdorf: Betrug durch Aberglauben (Oper)
- Giuseppe Sarti: Armida e Rinaldo (Oper); Castor e Polluce (Oper), Zenoclea (Oper, nicht gespielt)
- Carl Philipp Emanuel Bach: Die Markus-Passion
- Stephen Storace: Gli equivoci (Oper)

## Eröffnungen
- In Amsterdam wird das Theatergebäude De Kleine Komedie eröffnet.

## Geboren

### Geburtsdatum gesichert
- 03. Januar: Friedrich Schneider, deutscher Komponist, Organist und Kapellmeister († 1853)
- 19. März: José de la Torre Ugarte, peruanischer Lyriker, Liedtexter und Jurist († 1831)
- 18. April: Franz Xaver Schnyder von Wartensee, Schweizer Komponist und Musikautor († 1868)
- 28. April: Jean-Bernard Kaupert, Schweizer Musikpädagoge und Komponist († 1863)
- 19. Mai: Anton Gräffer, österreichischer Musikschriftsteller, Komponist und Gitarrist († 1852)
- 11. September: Friedrich Kuhlau, deutscher Komponist († 1832)
- 17. September: Andreas Oberleitner, österreichischer Musiker, Komponist und Beamter († 1838)
- 19. September: James Calkin, englischer Organist, Pianist, Geiger und Komponist († 1862)
- 27. September: José Mariono Elízaga, mexikanischer Komponist († 1842)
- 03. Oktober: Carl Almenräder, deutscher Fagottist und Instrumentenbauer († 1843)
- 16. Oktober: Christian Wilhelm Fischer, deutscher Schauspieler, Sänger (Bassbuffo) und Regisseur († 1859)
- 21. Oktober: Henry Lemoine, französischer Musikverleger und Musikpädagoge († 1854)
- 30. Oktober: Thérèse Demar, deutsch-französische Harfenistin, Sängerin, Komponistin und Verlegerin († 1858)
- 10. November: Franz Carl Adelbert Eberwein, sächsischer Musikdirektor und Dirigent in Weimar († 1868)
- 18. oder 19. November: Carl Maria von Weber, deutscher Komponist († 1826)
- 06. Dezember: Karl Wolfgang Unzelmann, deutscher Schauspieler und Sänger († 1843)
- 20. Dezember: Pietro Raimondi, italienischer Komponist und Musikpädagoge. († 1853)

### Genaues Geburtsdatum unbekannt
- Honorat Alberich i Corominas, katalanischer Komponist und Kirchenkapellmeister († 1836)
- Benet Brell i Clos, katalanischer Kapellmeister, Komponist, Organist und Benediktinermönch († 1850)
- Carl Günther, deutscher Schauspieler und Sänger († 1840)

### Geburtsdatum um 1786
- Pedro Ximénez Abril Tirado, peruanischer Komponist († 1856)

## Gestorben

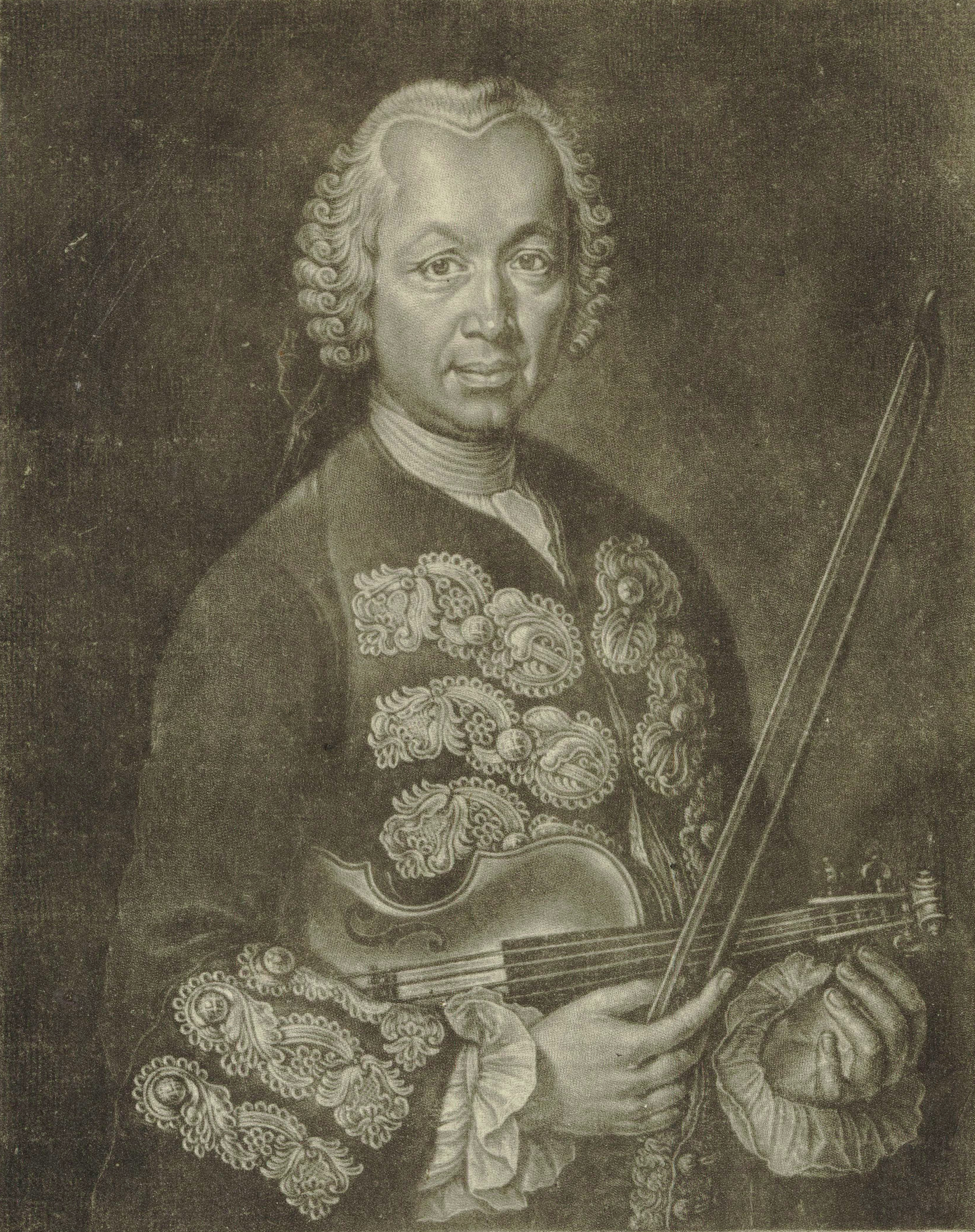
Franz Benda
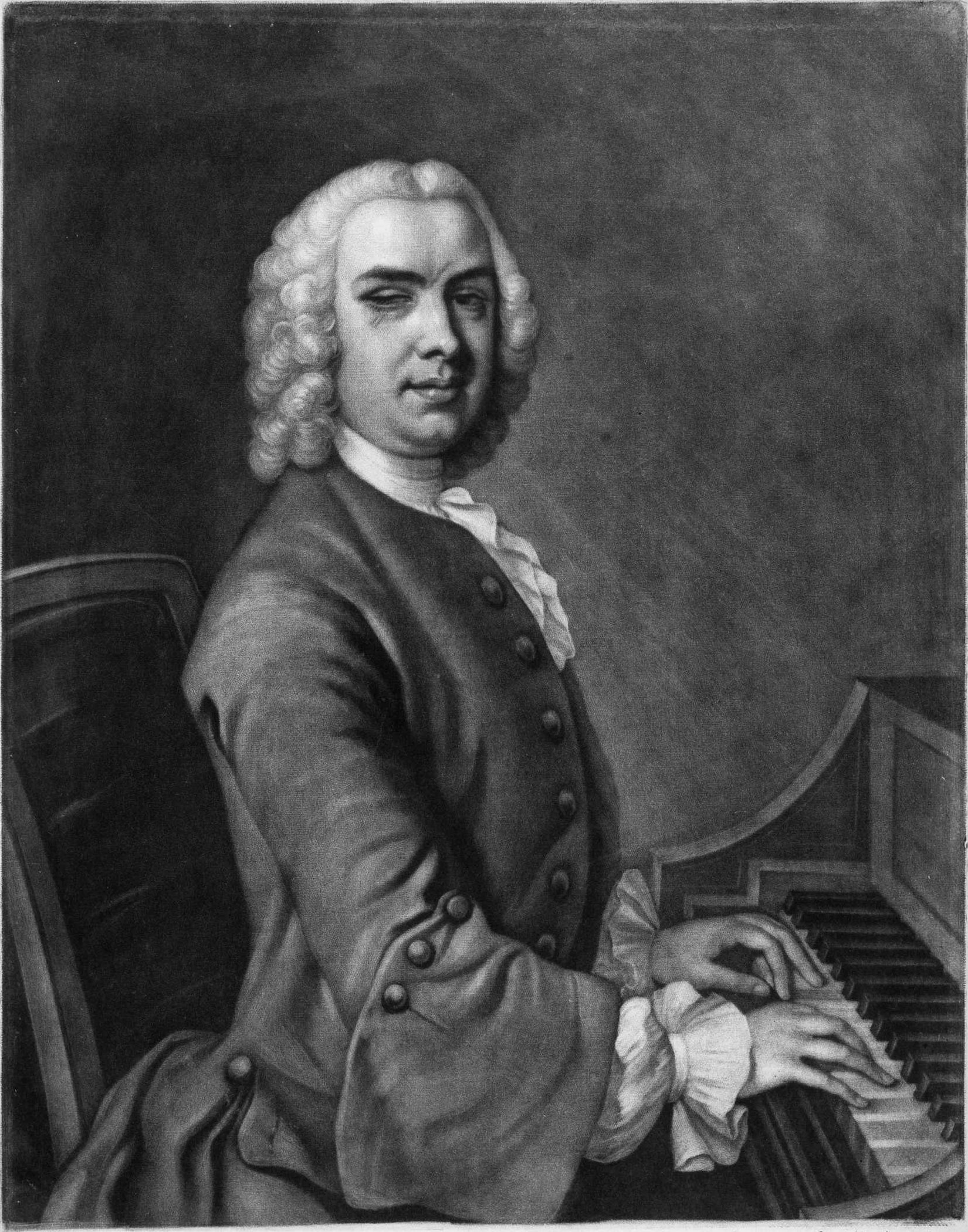
John Stanley
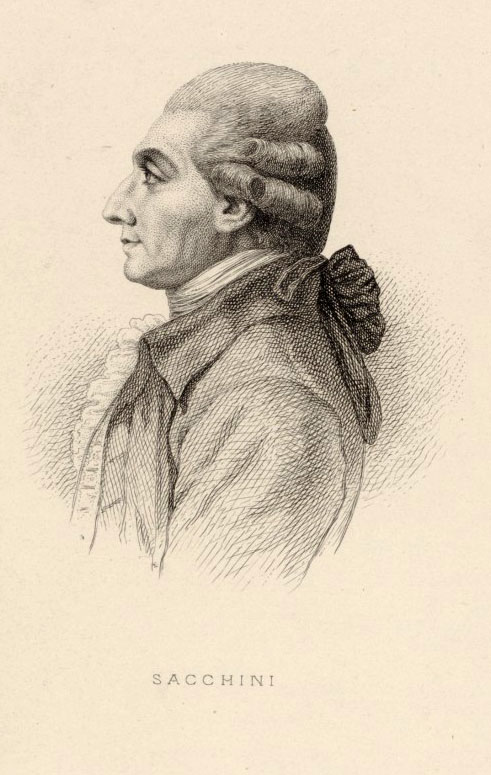
Antonio Sacchini

### Todesdatum gesichert
- 03. Februar: Matthias Friese, deutscher Schulmeister, Organist und Orgelbauer (* 1739)
- 16. Februar: Johann Georg Schürer, Musiker und Komponist am Dresdner Hof (* um 1720)
- 07. März: Franz Benda, deutscher Violinist und Komponist (* 1709)
- 21. März: Johann Gottlieb Preller, deutscher Kantor, Komponist und Landvermesser (* 1727)
- 19. Mai: John Stanley, britischer Komponist und Organist (* 1712)
- 29. Juli: Franz Aspelmayr, österreichischer Komponist (* 1728)
- 18. September: Giovanni Battista Guadagnini der bekannteste Geigenbauer der Familie Guadagnini (* 1711)
- 06. Oktober: Antonio Sacchini, italienischer Komponist (* 1730)
- 29. November: Christiane Eleonore zu Dohna-Lauck, deutsche Dichterin geistlicher Lieder, Adlige und Äbtissin (* 1723)

### Genaues Todesdatum unbekannt
- Manuel Canales, spanischer Violoncellist und Komponist (* 1747)
- Giacomo Rust, italienischer Komponist (* 1741)